# Oblast da Hoste do Don

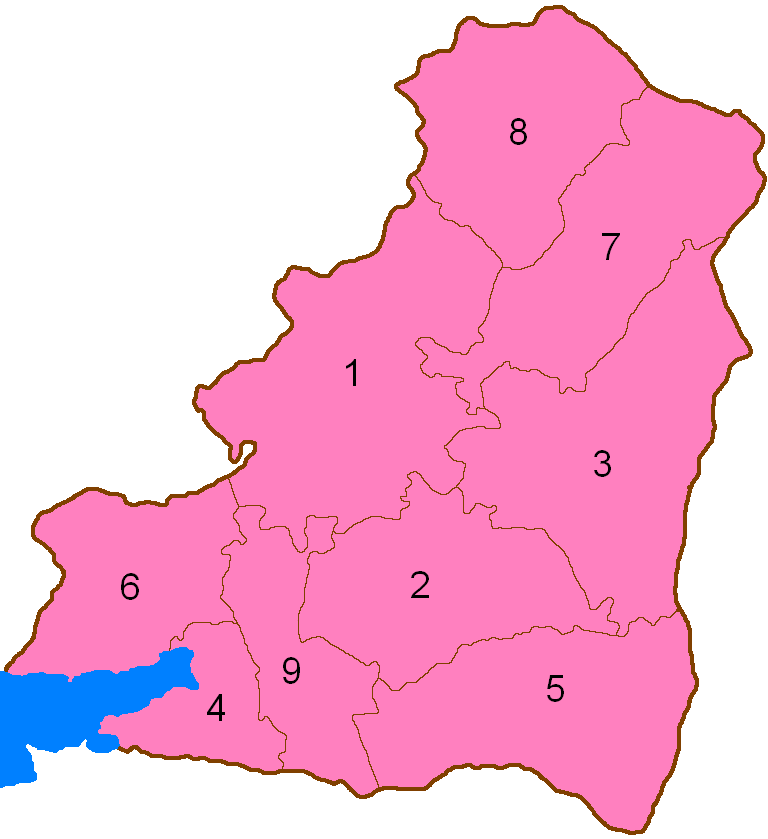
Mapa da divisão administrativa da Região Cossaca do Don até 1918.

O Oblast da Hoste dos Cossacos do Don ou Oblast da Hoste do Don (russo: Область Войска Донского, Oblast' Voyska Donskogo) da Rússia Imperial era o território dos Cossacos do Don, coincidindo aproximadamente com o atual Oblast de Rostov da Rússia. Seu centro administrativo era Cherkassk, relocalizado mais tarde para Novocherkassk.
O oblast compreendia as áreas onde a Hoste Cossaca do Don se estabeleceu no Império Russo. A partir de 1786, o território foi oficialmente nomeado as Terras da Hoste do Don (zemlya Voyska Donskogo), renomeado para Oblast da Hoste do Don em 1870.
Durante 1913, o oblast, com uma área de cerca de 165.000 km², tinha cerca de 3,8 milhões de habitantes. Destes, 55% (2,1 milhões) eram cossacos na posse de toda a terra; os 45% restantes da população eram habitantes de cidades e trabalhadores agrícolas convidados de outras partes da Rússia.
Esta subdivisão foi abolida em 1920; da maior parte dela foi criado o Oblast do Don da RSFSR, que foi incorporado ao Krai do Cáucaso do Norte em 1924.